# Мерит Птах (кратер)
Кратер Мерит Птах је мањи ударни метеорски кратер на површини планете Венере. Налази се на координатама 11,4° северно и 115,6 источно (планетоцентрични координатни систем +Е 0-360) и има пречник од 16,5 km.
Кратер је име добио према староегипатској древној физичарки и првој жени у историји која се бавила лекарским послом Мерит-Птах (око 2700. п.н.е), а име кратера је 1994. усвојила Међународна астрономска унија.